# Liste des compagnies aériennes en Europe
- Haut – A
- B
- C
- D
- E
- F
- G
- H
- I
- J
- K
- L
- M
- N
- O
- P
- Q
- R
- S
- T
- U
- V
- W
- X
- Y
- Z

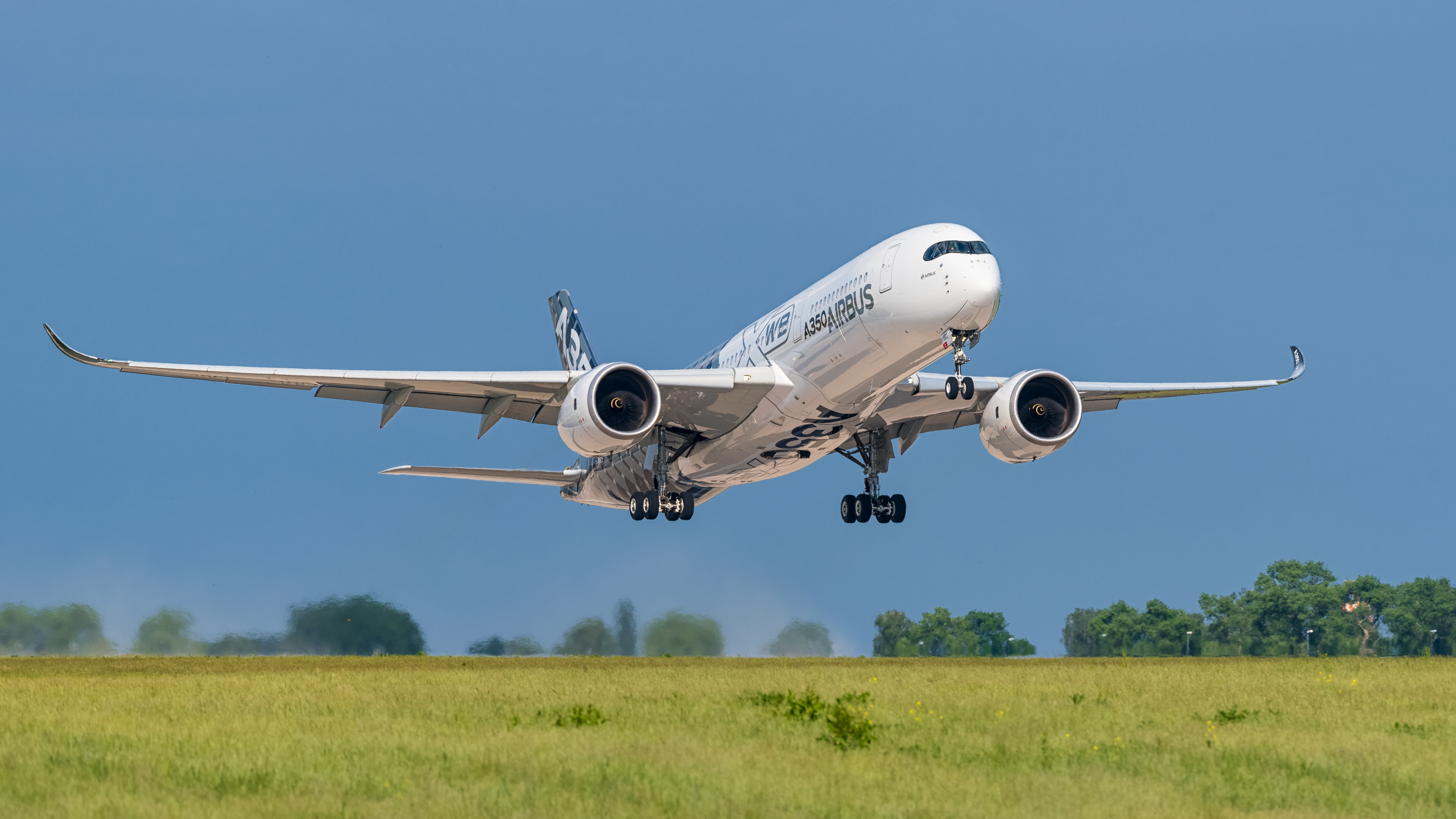
Airbus A350-941

Liste des compagnies aériennes européennes actives en 2022, dans l'ordre alphabétique des pays :

## A
| Nom de la compagnie | AITA | OACI | Indicatif d'appel | Depuis | Commentaires | Photo |
| ------------------- | ---- | ---- | ----------------- | ------ | ------------ | ----- |
| Air Albania         | ZB   | ABN  | Air Albania       | 2017   |              |       |
| Albawings           | 2B   | AWT  | Albawings         | 2016   |              |       |

| Nom de la compagnie | AITA | OACI | Indicatif d'appel | Depuis | Commentaires                | Photo |  |
| ------------------- | ---- | ---- | ----------------- | ------ | --------------------------- | ----- |  |
| AeroLogic           | 3S   | BOX  | German Cargo      | 2007   |                             |       |  |
| Air Hamburg         | HH   | AHO  | Air Hamburg       | 1997   |                             |       |  |
| Avanti Air          | —    | ATV  | Avanti Air        | 1994   |                             |       |  |
| CargoLogic Germany  | —    | GCL  | SAXONIAN          | 2018   |                             |       |  |
| Condor              | DE   | CFG  | Condor            | 1955   |                             |       |  |
| DC Aviation         | —    | DCS  | Twin Star         | 2007   |                             |       |  |
| EAT Leipzig         | QY   | BCS  | Eurotrans         | 2010   |                             |       |  |
| Eurowings           | EW   | EWG  | Eurowings         | 1993   | Filiale de Lufthansa        |       |  |
| FAI Rent a Jet      | F3   | FAI  | Red Angle         | 2003   |                             |       |  |
| German Air Force    |      |      |                   |        |                             |       |  |
| German Airways      | —    | —    | —                 | 2019   |                             |       |  |
| K5 Aviation         | —    | —    | —                 | 2010   |                             |       |  |
| Lubeck Air          | 6I   | MMD  | —                 | 2020   |                             |       |  |
| Lufthansa           | LH   | DLH  | Lufthansa         | 1954   | Compagnie nationale du pays |       |  |
| Lufthansa Cityline  | CL   | CLH  | Hansaline         | 1958   | Filiale de Lufthansa        |       |  |
| Lufthansa Cargo     | LH   | GEC  | LUFTHANSA CARGO   | 1994   | Filiale de Lufthansa        |       |  |
| Private Wings       | JW   | PWF  | PRIVATE WINGS     | 1991   |                             |       |  |
| Sundair             | SR   | SDR  | Sundair           | 2017   |                             |       |  |
| TUIfly              | X3   | TUI  | Tuijet            | 2007   |                             |       |  |
| WDL Aviation        | WH   | WDL  | WDL               | 1955   |                             |       |  |

| Nom de la compagnie       | AITA | OACI | Indicatif d'appel | Depuis | Commentaires               | Photo |
| ------------------------- | ---- | ---- | ----------------- | ------ | -------------------------- | ----- |
| Armenia Aircompany        | RM   | NGT  | Nika              | 2016   | Interdite de vol en Europe |       |
| Armenia Airways           | 6A   | AMW  | Armenia           | 2013   | Interdite de vol en Europe |       |
| Atlantis European Airways | TD   | LUR  | Atlantis          | 2004   | Interdite de vol en Europe |       |

| Nom de la compagnie    | AITA  | OACI    | Indicatif d'appel    | Depuis | Commentaires                | Photo |
| ---------------------- | ----- | ------- | -------------------- | ------ | --------------------------- | ----- |
| ART Aviation           | —     | —       | —                    |        |                             |       |
| Austrian Airlines      | OS    | AUA     | Austrian             | 1957   | Compagnie nationale du pays |       |
| Avcon Jet              | —     | —       | —                    | 2011   |                             |       |
| EasyJet Europe         | EC    | EJU     | Alpine               | 2017   | Filiale d'Easyjet           |       |
| Eurowings Europe       | E2    | EWE     | Eurowings            | 2016   |                             |       |
| Globaljet Austria      | —     | GLJ     | Global Austria       |        |                             |       |
| Laudamotion            | FR/OE | RYR/LDM | Ryanair/Lauda Motion | 2018   | Filiale de Ryanair          |       |
| MJet                   | —     | —       | EM-express           | 2007   |                             |       |
| People s Viennaline    | PE    | PEV     | Peoples              | 2010   |                             |       |
| Vista Jet              | —     | —       | VIsta Jet            | 2006   |                             |       |
| Zimex Aviation Austria | —     | —       | —                    | 2019   |                             |       |

| Nom de la compagnie    | AITA | OACI | Indicatif d'appel | Depuis | Commentaires                  | Photo |
| ---------------------- | ---- | ---- | ----------------- | ------ | ----------------------------- | ----- |
| Azerbaijan Airlines    | J2   | AHY  | Azal              | 1991   | Compagnie nationale du pays   |       |
| Buta Airways           | J2   | AHY  | Azal              | 2017   | Filiale d'Azerbaijan Airlines |       |
| Silk Way West Airlines | 7L   | AZG  | Silk West         | 2012   |                               |       |

- Haut – A
- B
- C
- D
- E
- F
- G
- H
- I
- J
- K
- L
- M
- N
- O
- P
- Q
- R
- S
- T
- U
- V
- W
- X
- Y
- Z

## B
| Nom de la compagnie    | AITA | OACI    | Indicatif d'appel | Depuis | Commentaires                | Photo |
| ---------------------- | ---- | ------- | ----------------- | ------ | --------------------------- | ----- |
| ACE Belgium Freighters | X7   | FRH     | —                 | 2017   |                             |       |
| Air Antwerp            | WP   | ATW     | Devil             | 2019   |                             |       |
| Air Belgium            | KF   | ABB     | Air Belgium       | 2018   |                             |       |
| ASL Airlines Belgium   | 3V   | TAY     | Quality           | 2016   |                             |       |
| Belgian Air Force      |      |         |                   |        |                             |       |
| Brussels Airlines      | SN   | BEL     | Bee-Line          | 2007   | Compagnie nationale du pays |       |
| Challenge Airlines     | X7   | FRH     |                   | 2020   |                             |       |
| Flying Group           | —    | FYG     | FLYING GROUP      | 1995   |                             |       |
| TUI Airlines Belgium   | TB   | TUB/JAF | Beauty            | 2004   |                             |       |

| Nom de la compagnie | AITA | OACI | Indicatif d'appel | Depuis | Commentaires                | Photo |
| ------------------- | ---- | ---- | ----------------- | ------ | --------------------------- | ----- |
| Belavia             | B2   | BRU  | Belarus Avia      | 1996   | Compagnie nationale du pays |       |
| Rubystar Airways    | —    | RSB  | Rubystar          | 2002   |                             |       |
| Transavia Export    | AL   | TXC  | Transexport       | 1993   |                             |       |

| Nom de la compagnie                  | AITA | OACI | Indicatif d'appel | Depuis | Commentaires | Photo |
| ------------------------------------ | ---- | ---- | ----------------- | ------ | ------------ | ----- |
| pas d'opérateurs actifs dans ce pays |      |      |                   |        |              |       |

| Nom de la compagnie      | AITA | OACI | Indicatif d'appel | Depuis | Commentaires                | Photo |
| ------------------------ | ---- | ---- | ----------------- | ------ | --------------------------- | ----- |
| ALK Airlines             | —    | VBB  | Air Lubo          | 2013   |                             |       |
| BH Air - Balkan Holidays | 8H   | BGH  | Balkan Holidays   | 2003   |                             |       |
| Bul Air                  | LB   | BVL  | BULGARY           | 2016   |                             |       |
| Bulgaria Air             | FB   | LZB  | Flying Bulgaria   | 2003   | Compagnie nationale du pays |       |
| Bulgarian Air Charter    | 1T   | BUC  | Bulgarian Charter | 2000   |                             |       |
| Cargo Air                | —    | CGF  | Clever            | 2007   |                             |       |
| Electra Airways          | —    | EAF  | Electra           | 2017   |                             |       |
| Fleet Air International  | —    | FRF  | FAIRFLEET         | 2007   |                             |       |
| Fly2Sky                  | —    | VAW  | SOFIA JET         | 2019   |                             |       |
| GP Aviation              | IV   | GPX  | IVORY             | 2020   |                             |       |
| GullivAir                | —    | TJJ  | THUNDERBOLT       |        |                             |       |
| Holiday Europe           | 5Q   | HES  | HOLIDAY EUROPE    | 2019   |                             |       |
| Voyage Air               | VO   | CRG  | VARNA LINES       | 2019   |                             |       |

- Haut – A
- B
- C
- D
- E
- F
- G
- H
- I
- J
- K
- L
- M
- N
- O
- P
- Q
- R
- S
- T
- U
- V
- W
- X
- Y
- Z

## C
| Nom de la compagnie                         | AITA | OACI | Indicatif d'appel | Depuis | Commentaires                | Photo |
| ------------------------------------------- | ---- | ---- | ----------------- | ------ | --------------------------- | ----- |
| TACV Cabo Verde Airlines                    | VR   | TCV  | Cabo Verde        | 1955   | Compagnie nationale du pays |       |
| TICV - Transportes Interilhas de Cabo Verde | 3B   | NTB  | Morabeza          | 2019   |                             |       |

| Nom de la compagnie | AITA | OACI | Indicatif d'appel | Depuis | Commentaires | Photo |
| ------------------- | ---- | ---- | ----------------- | ------ | ------------ | ----- |
| Cyprus Airways      | CY   | CYP  | CYPRUS            | 2016   |              |       |
| Tus Airways         | U8   | CYF  | Tus Air           | 2015   |              |       |

| Nom de la compagnie | AITA | OACI | Indicatif d'appel | Depuis | Commentaires                | Photo |
| ------------------- | ---- | ---- | ----------------- | ------ | --------------------------- | ----- |
| Croatia Airlines    | OU   | CTN  | Croatia           | 1989   | Compagnie nationale du pays |       |
| Trade Air           | 8P   | TDR  | Trade Air         | 1994   |                             |       |

## D
| Nom de la compagnie   | AITA | OACI | Indicatif d'appel | Depuis | Commentaires | Photo |
| --------------------- | ---- | ---- | ----------------- | ------ | ------------ | ----- |
| Air Greenland         | GL   | GRL  | Greenland         | 2002   |              |       |
| Alsie Express         | 6I   | MMD  | MERMAID           | 2013   |              |       |
| Atlantic Airways      | RC   | FLI  | Faroeline         | 1987   |              |       |
| Danish Air Transport  | DX   | DTR  | Danish            | 1989   |              |       |
| Global Reach Aviation | —    | —    | —                 | —      |              |       |
| Star Air Freight      | DJ   | SRR  | Whitestar         | 1986   |              |       |
| Sunclass Airlines     | DK   | VKG  | Viking            | 2019   |              |       |

## E
| Nom de la compagnie      | AITA | OACI    | Indicatif d'appel | Depuis | Commentaires                | Photo |
| ------------------------ | ---- | ------- | ----------------- | ------ | --------------------------- | ----- |
| Air Europa               | UX   | AEA     | Europa            | 1986   |                             |       |
| Air Europa Express       | X5   | OVA/PMI |                   | 2017   | Filiale d'Air Europa        |       |
| Air Horizont             | —    | HAT     | SKY RUNNER        | 2015   |                             |       |
| Air Nostrum              | YW   | ANE     | Air Nostrum       | 1994   | Filiale d'Iberia            |       |
| AlbaStar                 | AP   | LAV     | ALBASTAR          | 2010   |                             |       |
| Binter Canarias          | NT   | IBB     | Binter            | 1988   |                             |       |
| CanaryFly                | PM   | CNF     | CANARY            | 2010   |                             |       |
| Cygnus Air               | —    | RGN     | CYGNUS AIR        | 2004   |                             |       |
| Evelop Airlines          | E9   | EVE     | Evelop            | 2013   |                             |       |
| Gowair                   | —    | GWR     | Lemon             | 2017   |                             |       |
| Iberia                   | IB   | IBE     | Iberia            | 1927   | Compagnie nationale du pays |       |
| Iberia Express           | I2   | IBS     | IBEREXPRES        | 2012   | Filiale d'Iberia            |       |
| Level                    | IB   | IBE     | Iberia            | 2017   |                             |       |
| Plus Ultra Lineas Aereas | PU   | PUE     | SPANISH           | 2011   |                             |       |
| Privilege Style          | P6   | PVG     | Privilege         | 2007   |                             |       |
| Spanish Air Force        |      |         |                   |        |                             |       |
| Swiftair                 | WT   | SWT     | Swift             | 1986   |                             |       |
| Volotea Airlines         | V7   | VOE     | VOLOTEA           | 2011   |                             |       |
| Vueling Airlines         | VY   | VLG     | Vueling           | 2004   |                             |       |
| Wamos Air                | EB   | PLM     | PULLMAN           | 2014   |                             |       |

| Nom de la compagnie | AITA | OACI | Indicatif d'appel | Depuis | Commentaires | Photo |
| ------------------- | ---- | ---- | ----------------- | ------ | ------------ | ----- |
| Airest              | —    | AEG  | Airest Cargo      | 2002   |              |       |
| Nyxair              | —    | NYX  | Nyx Air           | 2018   |              |       |
| SmartLynx Estonia   | —    | —    | Tallin Cat        | 2012   |              |       |
| Xfly                | EE   | EST  | REVAL             | 2020   |              |       |

- Haut – A
- B
- C
- D
- E
- F
- G
- H
- I
- J
- K
- L
- M
- N
- O
- P
- Q
- R
- S
- T
- U
- V
- W
- X
- Y
- Z

## F
| Nom de la compagnie            | AITA | OACI | Indicatif d'appel | Depuis | Commentaires                | Photo |
| ------------------------------ | ---- | ---- | ----------------- | ------ | --------------------------- | ----- |
| Finnair                        | AY   | FIN  | Finnair           | 1923   | Compagnie nationale du pays |       |
| Nordic Regional Airlines NORRA | FC   | FCM  | FINNCOMM          | 2015   |                             |       |

| Nom de la compagnie                     | AITA | OACI | Indicatif d'appel | Depuis | Commentaires                | Photo |
| --------------------------------------- | ---- | ---- | ----------------- | ------ | --------------------------- | ----- |
| Air Antilles Express                    | 3S   | GUY  | Green Bird        | 2002   |                             |       |
| Air Austral                             | UU   | REU  | Reunion           | 1987   |                             |       |
| Air Caledonie                           | TY   | TPC  | Aircal            | 1954   |                             |       |
| Air Caledonie International (Air Calin) | SB   | ACI  | Air Calin         | 1983   |                             |       |
| Air Caraibes                            | TX   | FWI  | French West       | 2003   |                             |       |
| Air Corsica                             | XK   | CCM  | Corsica           | 2010   |                             |       |
| Air France                              | AF   | AFR  | Air France        | 1933   | Compagnie nationale du pays |       |
| Air France Hop                          | A5   | HOP  | Air Hop           | 2013   | Filiale d'Air France        |       |
| Air Tahiti                              | VT   | VTA  | Air Tahiti        | 1987   |                             |       |
| Air Tahiti Nui                          | TN   | THT  | Air Tahiti Nui    | 1998   |                             |       |
| Airbus Industrie                        | —    | —    | —                 | 1970   |                             |       |
| Amelia                                  | NL   | AEH  | AEROCUTTER        | 2019   |                             |       |
| ASL Airlines France                     | 5O   | FPO  | French Post       | 2015   |                             |       |
| Chalair Aviation                        | CE   | CLG  | Challair          | 1986   |                             |       |
| Corsair                                 | SS   | CRL  | Corsair           | 1991   |                             |       |
| Enhance Aero Group                      | —    | —    | —                 |        |                             |       |
| EWA Air                                 | ZD   | EWR  | Mayotte Air       | 2013   |                             |       |
| Armée de l'air française                | —    | —    | Cotam             |        |                             |       |
| French bee                              | BF   | FBU  | French bee        | 2018   |                             |       |
| La Compagnie                            | B0   | BJT  | Dreamjet          | 2014   |                             |       |
| Level France                            | —    | —    | —                 | 2018   |                             |       |
| Pan Europeenne Air Service              | —    | —    | —                 | 1977   |                             |       |
| Regourd Aviation                        | —    | —    | —                 | 1976   |                             |       |
| Securite Civile                         | —    | —    | —                 |        |                             |       |
| Transavia France                        | TO   | TVF  | France Soleil     | 2007   | Filiale d'Air France        |       |
| Twin Jet                                | T7   | TJT  | Twinjet           | 2001   |                             |       |
| VallJet                                 | —    | —    | —                 | 2007   |                             |       |

- Haut – A
- B
- C
- D
- E
- F
- G
- H
- I
- J
- K
- L
- M
- N
- O
- P
- Q
- R
- S
- T
- U
- V
- W
- X
- Y
- Z

## G
| Nom de la compagnie | AITA | OACI | Indicatif d'appel | Depuis | Commentaires                | Photo |
| ------------------- | ---- | ---- | ----------------- | ------ | --------------------------- | ----- |
| AMS Airlines        | —    | GEO  | APOLAX            | 2014   |                             |       |
| Easy Charter        | —    | LOL  | —                 | 2020   |                             |       |
| Geo-Sky             | —    | GEL  | Sky Georgia       | 2017   |                             |       |
| Georgian Airways    | A9   | TGZ  | Tamazi            | 2004   | Compagnie nationale du pays |       |
| The Cargo Airlines  | —    | TZS  | TOKA              | 2012   |                             |       |

| Nom de la compagnie | AITA | OACI | Indicatif d'appel | Depuis | Commentaires                | Photo |
| ------------------- | ---- | ---- | ----------------- | ------ | --------------------------- | ----- |
| Aegean Airlines     | A3   | AEE  | Aegean            | 2001   | Compagnie nationale du pays |       |
| Air Mediterranean   | MV   | MAR  | Hellasmed         | 2017   |                             |       |
| Bluebird Airways    | BZ   | BBG  | CANDIA BIRD       | 2008   |                             |       |
| Ellinair            | EL   | ELB  | Ellinair Hellas   | 2013   |                             |       |
| GainJet Aviation    | —    | —    | Hercules Jet      | 1996   |                             |       |
| Greek Air Force     | —    | —    | —                 |        |                             |       |
| Lumiwings           | —    | LWI  | LUMI              | 2018   |                             |       |
| Olympic Air         | OA   | OAL  | Olympic           | 2009   | Filiale d'Aegean Airlines   |       |
| Sky Express Greece  | GQ   | SEH  | Air Crete         | 2004   |                             |       |

## H
| Nom de la compagnie  | AITA | OACI | Indicatif d'appel | Depuis | Commentaires          | Photo |
| -------------------- | ---- | ---- | ----------------- | ------ | --------------------- | ----- |
| ASL Airlines Hungary | —    | FAH  | BLUE STRIP        | 2015   |                       |       |
| Budapest Air Service | —    | —    | —                 | 1991   |                       |       |
| Hungarian Air Force  | —    | —    | —                 |        |                       |       |
| Smartwings Hungary   | 7O   | TVL  | Travel Service    | 2018   | Filiale de Smartwings |       |
| Wizz Air             | W6   | WZZ  | Wizz Air          | 2004   |                       |       |

## I
| Nom de la compagnie         | AITA | OACI    | Indicatif d'appel | Depuis | Commentaires                | Photo |
| --------------------------- | ---- | ------- | ----------------- | ------ | --------------------------- | ----- |
| Aer Arann Islands           | RE   | REA     | AER ARANN         | 1970   |                             |       |
| Aer Lingus                  | EI   | EIN     | Shamrock          | 1936   | Compagnie nationale du pays |       |
| ASL Airlines Ireland        | AG   | ABR     | CONTRACT          | 2015   |                             |       |
| CityJet                     | WX   | BCY     | City-Ireland      | 1993   |                             |       |
| GainJet Ireland             | —    | —       | Gainstar          |        |                             |       |
| Hibernian Airlines          | HB   | HGN     | —                 | 2017   |                             |       |
| Norwegian Air International | D8   | IBK     | Nordtrans         | 2015   |                             |       |
| Ryanair                     | FR   | RYR     | Ryanair           | 1985   |                             |       |
| SAS Ireland                 | SL   | SZS     | SPINNAKER         | 2017   |                             |       |
| Stobart Air                 | RE   | REA/STK | STOBART           | 2014   |                             |       |

| Nom de la compagnie   | AITA | OACI | Indicatif d'appel | Depuis | Commentaires                | Photo |
| --------------------- | ---- | ---- | ----------------- | ------ | --------------------------- | ----- |
| Air Atlanta Icelandic | CC   | ABD  | Atlanta           | 1986   |                             |       |
| Air Iceland Connect   | NY   | FXI  | FAXI              | 1997   |                             |       |
| Bluebird Nordic       | BO   | BBD  | BLUE CARGO        | 2017   |                             |       |
| Icelandair            | FI   | ICE  | Iceair            | 1937   | Compagnie nationale du pays |       |
| Garde-côtes d'Islande | —    | —    | —                 |        |                             |       |

| Nom de la compagnie             | AITA | OACI | Indicatif d'appel | Depuis | Commentaires                | Photo |
| ------------------------------- | ---- | ---- | ----------------- | ------ | --------------------------- | ----- |
| Arkia                           | IZ   | AIZ  | Arkia             | 1950   |                             |       |
| Ayit Aviation                   | —    | AYT  | AYIT              | 1985   |                             |       |
| CAL Cargo Air Lines             | 5C   | ICL  | CAL               | 2001   |                             |       |
| El Al Israel Airlines           | LY   | ELY  | El Al             | 1949   | Compagnie nationale du pays |       |
| Israir                          | 6H   | ISR  | Israir            | 1989   |                             |       |
| Sun d Or International Airlines | 2U   | ELY  | ECHO ROMEO        | 1977   |                             |       |

| Nom de la compagnie    | AITA | OACI | Indicatif d'appel      | Depuis | Commentaires                | Photo |
| ---------------------- | ---- | ---- | ---------------------- | ------ | --------------------------- | ----- |
| Air Dolomiti           | EN   | DLA  | Dolomiti               | 1989   | Filiale de la Lufthansa     |       |
| Alitalia               | AZ   | AZA  | Alitalia               | 1957   | Compagnie nationale du pays |       |
| Alitalia CityLiner     | CT   | CYL  | CityLiner              | 2011   | Filiale d'Alitalia          |       |
| Blue Panorama Airlines | BV   | BVA  | Blue Panorama Airlines | 1998   |                             |       |
| Cargolux Italia        | C8   | ICV  | Cargolux Italia        | 2009   |                             |       |
| EGO Airways            | E3   | EGW  | EGOL                   | 2021   |                             |       |
| Italian Air Force      | —    | —    | —                      |        |                             |       |
| Neos                   | NO   | NOS  | Moon Flower            | 2001   |                             |       |
| Poste Air Cargo        | M4   | MSA  | Mistral Wings          | 2019   |                             |       |

- Haut – A
- B
- C
- D
- E
- F
- G
- H
- I
- J
- K
- L
- M
- N
- O
- P
- Q
- R
- S
- T
- U
- V
- W
- X
- Y
- Z

## K
| Nom de la compagnie        | AITA | OACI | Indicatif d'appel | Depuis | Commentaires                | Photo |
| -------------------------- | ---- | ---- | ----------------- | ------ | --------------------------- | ----- |
| Air Astana                 | KC   | KZR  | Astanaline        | 2001   | Compagnie nationale du pays |       |
| Berkut Air                 | —    | BEC  | —                 | 1997   |                             |       |
| Caspiy                     | —    | —    | —                 | 2011   |                             |       |
| Comlux Aviation Kazakhstan | —    | —    | Kazlux            | 2009   |                             |       |
| Euro-Asia                  | 6Z   | EAK  | —                 | 1997   |                             |       |
| FlyArystan                 | KC   | KZR  | ASTANA LINE       | 2018   | Filiale d'Air Astana        |       |
| Kazakstan Gvmt             | —    | —    | —                 |        |                             |       |
| Khozu Avia                 | —    | —    | —                 |        |                             |       |
| Prime Aviation             | —    | —    | —                 | 2009   |                             |       |
| Qazaq Air                  | IQ   | QAZ  | SAMRUK            | 2015   |                             |       |
| SCAT Airlines              | DV   | VSV  | Vlasta            | 1997   |                             |       |
| Sigma Airlines             | —    | SGL  | SIGAIR            | 2016   |                             |       |
| Sunday Airlines            | DV   | VSV  | VLASTA            | 2013   | Filiale de SCAT Airlines    |       |
| Sunkar Air                 | —    | —    | —                 | 2015   |                             |       |

| Nom de la compagnie                  | AITA | OACI | Indicatif d'appel | Depuis | Commentaires | Photo |
| ------------------------------------ | ---- | ---- | ----------------- | ------ | ------------ | ----- |
| Pas d'opérateurs actifs dans ce pays |      |      |                   |        |              |       |

## L
| Nom de la compagnie | AITA | OACI    | Indicatif d'appel | Depuis | Commentaires                | Photo |
| ------------------- | ---- | ------- | ----------------- | ------ | --------------------------- | ----- |
| Air Baltic          | BT   | BTI     | Airbaltic         | 1995   | Compagnie nationale du pays |       |
| RafAvia             | —    | MTL     | Mitavia           | 1990   |                             |       |
| SmartLynx           | 6Y   | LYX/ART | Smart Lynx        | 2008   |                             |       |

| Nom de la compagnie  | AITA | OACI | Indicatif d'appel | Depuis | Commentaires | Photo |
| -------------------- | ---- | ---- | ----------------- | ------ | ------------ | ----- |
| Avion Express        | X9   | NVD  | Nordvind          | 2009   |              |       |
| Charter Jets         | —    | —    | —                 | 2012   |              |       |
| Danu Oro Transportas | R6   | DNU  | Danu              | 2003   |              |       |
| GetJet Airlines      | GW   | GJT  | GETJET            | 2016   |              |       |
| KlasJet              | —    | —    | —                 | 2013   |              |       |

| Nom de la compagnie   | AITA | OACI | Indicatif d'appel | Depuis | Commentaires                | Photo |
| --------------------- | ---- | ---- | ----------------- | ------ | --------------------------- | ----- |
| Cargolux              | CV   | CLX  | Cargolux          | 1970   |                             |       |
| Global Jet Luxembourg | —    | —    | Silver Arrows     | 1999   |                             |       |
| Luxair                | LG   | LGL  | Luxair            | 1961   | Compagnie nationale du pays |       |

## M
| Nom de la compagnie                  | AITA | OACI | Indicatif d'appel | Depuis | Commentaires | Photo |
| ------------------------------------ | ---- | ---- | ----------------- | ------ | ------------ | ----- |
| Pas d'opérateurs actifs dans ce pays |      |      |                   |        |              |       |

| Nom de la compagnie          | AITA | OACI | Indicatif d'appel | Depuis | Commentaires                 | Photo |
| ---------------------------- | ---- | ---- | ----------------- | ------ | ---------------------------- | ----- |
| Air Malta                    | KM   | AMC  | Air Malta         | 1973   | Compagnie nationale du pays  |       |
| Air X Charter                | —    | —    | Legend            | 2011   |                              |       |
| Avion Express Malta          | —    | MLH  | SOUTH WIND        | 2019   | Filiale d'Avion Express      |       |
| Comlux Aviation Malta        | —    | —    | Luxmalta          | 2003   |                              |       |
| Corendon Airlines Europe     | XR   | CXI  | Touristic         | 2017   | Filiale de Corendon Airlines |       |
| DC Aviation Malta            | —    | —    | —                 |        |                              |       |
| Freebird Airlines Europe     | —    | FHM  | Eurobird          | 2019   | Filiale de Freebird Airlines |       |
| Galistair Malta              | —    | GTM  | Galistar          |        |                              |       |
| GetJet Airlines Malta        | —    | GJM  | Airhub            |        | Filiale de GetJet Airlines   |       |
| HiFly Malta                  | 5M   | HFM  | MOONRAKER         | 2013   | Filiale de HiFly             |       |
| Hyperion Aviation            | —    | —    | —                 |        |                              |       |
| Jet Aviation Flight Services | —    | —    | —                 |        |                              |       |
| Jet Magic                    | —    | —    | —                 |        |                              |       |
| Lauda Europe                 | LW   | LDA  | BEAUFORT          | 2020   | Filiale de Lauda             |       |
| Luke Air                     | —    | LKA  | Luke Air          |        |                              |       |
| Maleth Aero                  | DB   | MLT  | Maleth            | 2012   |                              |       |
| Malta Air                    | AL   | MAY  | Blue Med          | 2019   | Filiale de Ryanair           |       |
| Malta Medair                 | MM   | MMO  | MALIT             | 2018   |                              |       |
| Medavia                      | N5   | MDM  | Medavia           | 1978   |                              |       |

| Nom de la compagnie | AITA | OACI | Indicatif d'appel | Depuis | Commentaires                | Photo |
| ------------------- | ---- | ---- | ----------------- | ------ | --------------------------- | ----- |
| Aerotranscargo      | F5   | ATG  | Moldcargo         | 2012   |                             |       |
| Air Moldova         | 9U   | MLD  | Air Moldova       | 1992   | Compagnie nationale du pays |       |
| Air Stork           | —    | MSB  | Long              | 2016   | Interdite de vol en Europe  |       |
| Fly One             | 5F   | FIA  | FIA AIRLINES      | 2015   |                             |       |
| Fly Pro             | —    | PVV  | SUNDAY            | 2016   | Interdite de vol en Europe  |       |
| HiSky               | H4   | HYS  | SKY EUROPE        | 2020   |                             |       |
| Terra Avia          | —    | TVR  | TERRAAVIA         | 2016   | Interdite de vol en Europe  |       |

| Nom de la compagnie | AITA | OACI | Indicatif d'appel | Depuis | Commentaires                | Photo |
| ------------------- | ---- | ---- | ----------------- | ------ | --------------------------- | ----- |
| Air Montenegro      | ZQ   | MNE  | Moung Eagle       | 2021   | Compagnie nationale du pays |       |

- Haut – A
- B
- C
- D
- E
- F
- G
- H
- I
- J
- K
- L
- M
- N
- O
- P
- Q
- R
- S
- T
- U
- V
- W
- X
- Y
- Z

## N
| Nom de la compagnie    | AITA | OACI | Indicatif d'appel | Depuis | Commentaires | Photo |  |
| ---------------------- | ---- | ---- | ----------------- | ------ | ------------ | ----- |  |
| FlyViking              | —    | —    | —                 |        |              |       |  |
| Norwegian Air Shuttle  | DY   | NAX  | Nor Shuttle       | 1993   |              |       |  |
| Norse Atlantic Airways | DU   | NLH  | Norstar           | 2021   |              |       |  |
| Wideroe                | WF   | WIF  | Wideroe           | 1934   |              |       |  |

## P
| Nom de la compagnie         | AITA | OACI | Indicatif d'appel | Depuis | Commentaires                | Photo |
| --------------------------- | ---- | ---- | ----------------- | ------ | --------------------------- | ----- |
| Corendon Dutch Airlines     | CD   | CND  | DUTCH CORENDON    | 2011   |                             |       |
| JetNetherlands              | —    | —    | —                 | 2001   |                             |       |
| KLM                         | KL   | KLM  | KLM               | 1919   | Compagnie nationale du pays |       |
| KLM Cityhopper              | WA   | KLC  | City              | 1991   | Filiale de KLM              |       |
| Martinair Holland           | MP   | MPH  | Martinair         | 1968   | Filiale de KLM              |       |
| Royal Netherlands Air Force |      |      |                   |        |                             |       |
| Transavia Airlines          | HV   | TRA  | Transavia         | 1965   | Filiale de KLM              |       |
| TUI Airlines Nederland      | OR   | TFL  | ORANGE            | 2015   |                             |       |

| Nom de la compagnie    | AITA | OACI | Indicatif d'appel | Depuis | Commentaires                | Photo |
| ---------------------- | ---- | ---- | ----------------- | ------ | --------------------------- | ----- |
| Enter Air              | E4   | ENT  | Enterair          | 2010   |                             |       |
| LOT Polish Airlines    | LO   | LOT  | Lot               | 1929   | Compagnie nationale du pays |       |
| Buzz (ex- Ryanair Sun) | RR   | RYS  | Magic Sun         | 2017   | Filiale de Ryanair          |       |
| Sky Taxi               | TE   | IGA  | Iguana            | 2002   |                             |       |
| Smartwings Poland      | 3Z   | TVP  | JET TRAVEL        | 2017   | Filiale de Smartwings       |       |
| Sprintair              | P8   | SRN  | SPRINTAIR         | 2008   |                             |       |

| Nom de la compagnie     | AITA | OACI | Indicatif d'appel | Depuis    | Commentaires                | Photo |
| ----------------------- | ---- | ---- | ----------------- | --------- | --------------------------- | ----- |
| Azores Airlines         | S4   | RZO  | AIR AZORES        | 2015      |                             |       |
| Euro Atlantic Airways   | YU   | MMZ  | Euroatlantic      | 2000      |                             |       |
| HiFly                   | 5K   | HFY  | Sky Flyer         | 2005      |                             |       |
| Lease Fly               | —    | LZF  | SKYLEASE          | 2011/2013 |                             |       |
| MasterJet               | —    | —    | —                 |           |                             |       |
| Orbest                  | 6O   | OBS  | —                 | 2007      |                             |       |
| PGA Portugalia Airlines | NI   | PGA  | Portugalia        | 1989      | Filiale de Tap Air Portugal |       |
| SATA Air Acores         | SP   | SAT  | Sata              | 1941      |                             |       |
| TAP Air Portugal        | TP   | TAP  | Air Portugal      | 1945      | Compagnie nationale du pays |       |
| White                   | WI   | WHT  | Whitejet          | 2005      |                             |       |

## R
| Nom de la compagnie | AITA | OACI | Indicatif d'appel | Depuis | Commentaires                | Photo |
| ------------------- | ---- | ---- | ----------------- | ------ | --------------------------- | ----- |
| CSA Czech Airlines  | OK   | CSA  | CSA-lines         | 1923   | Compagnie nationale du pays |       |
| SmartWings          | QS   | TVS  | Skytravel         | 2004   |                             |       |

| Nom de la compagnie | AITA | OACI | Indicatif d'appel | Depuis | Commentaires                | Photo |
| ------------------- | ---- | ---- | ----------------- | ------ | --------------------------- | ----- |
| Air Bucharest       | XS   | BUR  | Air Bucharest     | 2010   |                             |       |
| Animawings          | —    | AWG  | ANIMA WINGS       | 2019   |                             |       |
| Blue Air            | 0B   | BLA  | Blue Messenger    | 2004   |                             |       |
| Carpatair           | V3   | KRP  | Smart Wings       | 2000   |                             |       |
| Cobrex Trans        | —    | CBX  | COBREX            | 1994   |                             |       |
| Just Us Air         | —    | JOC  | —                 | 2018   |                             |       |
| Star East Airlines  | 4R   | SEK  | EAST RIDER        | 2017   |                             |       |
| TAROM               | RO   | ROT  | Tarom             | 1946   | Compagnie nationale du pays |       |

| Nom de la compagnie       | AITA | OACI | Indicatif d'appel | Depuis | Commentaires                | Photo |
| ------------------------- | ---- | ---- | ----------------- | ------ | --------------------------- | ----- |
| 2Excel Aviation           | —    | BRO  | BROADSWORD        | 2005   |                             |       |
| Acropolis Aviation        | —    | —    | —                 | 2008   |                             |       |
| Air Charter Scotland      | —    | —    | Saltire           |        |                             |       |
| AirTanker                 | 9L   | TOW  | Towline           | 2008   |                             |       |
| Aurigny Air Services      | GR   | AUR  | AYLINE            | 1968   |                             |       |
| BA CityFlyer              | CJ   | CFE  | Flyer             | 2007   | Filiale de British Airways  |       |
| Blue Islands              | SI   | BCI  | BLUE ISLAND       | 1999   |                             |       |
| British Airways           | BA   | BAW  | Speedbird         | 1974   | Compagnie nationale du pays |       |
| CargoLogicAir             | P3   | CLU  | Firebird          |        |                             |       |
| Carre Aviation            | —    | —    | —                 |        |                             |       |
| DHL Air                   | D0   | DHK  | World Express     | 1989   |                             |       |
| Eastern Airways           | T3   | EZE  | Eastflight        | 1997   |                             |       |
| EasyJet                   | U2   | EZY  | Easy              | 1995   |                             |       |
| Flexjet (UK)              | —    | —    | —                 | 2016   |                             |       |
| Jet2                      | LS   | EXS  | Channex           | 2002   |                             |       |
| Jota Aviation             | —    | ENZ  | ENZO              | 2009   |                             |       |
| Loganair                  | LM   | LOG  | Logan             | 1962   |                             |       |
| London Executive Aviation | —    | —    | Lnex              | 1990   |                             |       |
| Magma Aviation            | —    | —    | —                 |        |                             |       |
| Norwegian Air UK          | DI   | NRS  | Rednose           | 2015   |                             |       |
| QinetiQ                   | —    | —    | —                 | 1997   |                             |       |
| Royal Air Force           |      |      |                   |        |                             |       |
| Ryanair UK                | RK   | RUK  | BLUE MAX          | 2018   |                             |       |
| TAG Aviation UK           | —    | —    | —                 |        |                             |       |
| Titan Airways             | ZT   | AWC  | Zap               | 1988   |                             |       |
| TUI Airways               | BY   | TOM  | Tomjet            | 2017   | (ex. Thomson Airways)       |       |
| Virgin Atlantic           | VS   | VYR  | Virgin            | 1984   |                             |       |
| West Atlantic (UK)        | —    | NPT  | Neptune           | 2017   |                             |       |
| Wizz Air UK               | W9   | WUK  | —                 | 2018   | Filiale de Wizz Air         |       |

| Nom de la compagnie            | AITA | OACI    | Indicatif d'appel  | Depuis | Commentaires                | Photo |
| ------------------------------ | ---- | ------- | ------------------ | ------ | --------------------------- | ----- |
| Aeroflot                       | SU   | AFL     | Aeroflot           | 1923   | Compagnie nationale du pays |       |
| Air Bridge Cargo               | RU   | ABW     | AirBridgeCargo     | 2004   |                             |       |
| Alrosa Mirny Air Enterprise    | 6R   | DRU     | Mirny              | 1995   |                             |       |
| Atran-Aviatrans Cargo Airlines | V8   | VAS     | Atran              | 1942   |                             |       |
| Aurora                         | HZ   | SHU     | Aurora             | 2013   | Filiale d'Aeroflot          |       |
| Aviaservis                     | —    | —       | —                  |        |                             |       |
| Aviastar-TU                    | 4B   | TUP     | Tupolevair         | 1999   |                             |       |
| Azimuth                        | A4   | AZO     | AZIMUTH-DON        | 2017   |                             |       |
| Azur Air                       | ZF   | KTK/AZV | Katekavia/AZUR AIR | 2014   |                             |       |
| E-Cargo                        | RF   | ERF     | GULLIVER           | 2018   |                             |       |
| Gazpromavia                    | 4G   | GZP     | GAZPROM            | 1993   |                             |       |
| I-Fly                          | F7   | RSY     | Russian sky        | 2009   |                             |       |
| Ikar                           | EO   | KAR     | Krasjet            | 1993   |                             |       |
| IrAero                         | IO   | IAE     | Iraero             | 2011   |                             |       |
| Irkut Corporation              | —    | —       | —                  |        |                             |       |
| MBK-S                          | —    | —       | —                  | 2013   |                             |       |
| MchS                           | —    | —       | Sumes              |        |                             |       |
| Meridian Air Company           | —    | —       | —                  | 1992   |                             |       |
| NordStar                       | Y7   | TYA     | Taimyr             | 2009   |                             |       |
| Nordwind Airlines              | N4   | NWS     | Nordland           | 2008   |                             |       |
| Pobeda                         | DP   | PBD     | Pobeda             | 2014   | Filiale d'Aeroflot          |       |
| Red Wings Airlines             | WZ   | RWZ     | Red Wings          | 2007   |                             |       |
| Rossiya                        | FV   | SDM     | Rossiya            | 1995   | Filiale d'Aeroflot          |       |
| Royal Flight                   | RL   | ABG     | Royal Flight       | 2014   |                             |       |
| RusJet                         | —    | —       | —                  |        |                             |       |
| Rusline                        | 7R   | LRU     | Rusline Air        | 2003   |                             |       |
| Russian Government             |      |         |                    |        |                             |       |
| S7 Airlines                    | S7   | SBI     | Siberian airlines  | 1992   |                             |       |
| Severstal                      | D2   | SSF     | Severstal          | 2002   |                             |       |
| Sirius Aero                    | —    | CIG     | SIRIUS AERO        | 1999   |                             |       |
| Sky Gates Airlines             | U3   | SAY     | SKY PATH           | 2016   |                             |       |
| SmartAvia                      | 5N   | AUL     | ARCHANGELSK AIR    | 2019   |                             |       |
| Sukhoi Civil Aircraft          | —    | —       | —                  |        |                             |       |
| Ural Airlines                  | U6   | SVR     | Sverdlovsk air     | 1996   |                             |       |
| UTair                          | UT   | UTA     | Tjumavi            | 1991   |                             |       |
| UVT Aero                       | —    | UVT     | TAT-JET            | 2015   |                             |       |
| Yakutia Aircompany             | R3   | SYL     | Air Yakutia        | 2003   |                             |       |
| Yamal Airlines                 | YC   | LLM     | Yamal              | 1997   |                             |       |

- Haut – A
- B
- C
- D
- E
- F
- G
- H
- I
- J
- K
- L
- M
- N
- O
- P
- Q
- R
- S
- T
- U
- V
- W
- X
- Y
- Z

## S
| Nom de la compagnie           | AITA | OACI | Indicatif d'appel | Depuis | Commentaires | Photo |
| ----------------------------- | ---- | ---- | ----------------- | ------ | ------------ | ----- |
| San Marino Executive Aviation |      |      |                   |        |              |       |

| Nom de la compagnie | AITA | OACI | Indicatif d'appel | Depuis | Commentaires                | Photo |
| ------------------- | ---- | ---- | ----------------- | ------ | --------------------------- | ----- |
| Air Serbia          | JU   | ASL  | Air Serbia        | 2013   | Compagnie nationale du pays |       |
| Aviolet             | JU   | ASL  | Air Serbia        | 2014   | Opéré par Air Serbia        |       |

| Nom de la compagnie | AITA | OACI | Indicatif d'appel | Depuis | Commentaires          | Photo |
| ------------------- | ---- | ---- | ----------------- | ------ | --------------------- | ----- |
| AirExplore          | ED   | AXE  | GALILEO           | 2010   |                       |       |
| Go2Sky Airline      | 6G   | RLX  | RelaxR            | 2013   |                       |       |
| Smartwings Slovakia | 6D   | TVQ  | Slovaktravel      |        | Filiale de Smartwings |       |

| Nom de la compagnie | AITA | OACI | Indicatif d'appel | Depuis | Commentaires | Photo |
| ------------------- | ---- | ---- | ----------------- | ------ | ------------ | ----- |
| Lipican Aer         | —    | LIP  | —                 | 2010   |              |       |
| Solinair            | —    | SOP  | SOLINAIR          | 1992   |              |       |

| Nom de la compagnie       | AITA | OACI | Indicatif d'appel | Depuis | Commentaires                | Photo |
| ------------------------- | ---- | ---- | ----------------- | ------ | --------------------------- | ----- |
| Air Leap                  | FL   | LPA  | LEAP              | 2018   |                             |       |
| Amapola Flyg              | HP   | APF  | Amapola           | 2004   |                             |       |
| BRA Braathens Regional    | TF   | SCW  | SCANWING          | 2013   |                             |       |
| Norwegian Air Sweden      | LE   | NSW  | Nordic            | 2018   |                             |       |
| Novair                    | N9   | NVR  | Navigator         | 1997   |                             |       |
| Saab                      | —    | —    | —                 |        |                             |       |
| SAS Scandinavian Airlines | SK   | SAS  | Scandinavian      | 1946   | Compagnie nationale du pays |       |
| TUIfly Nordic             | 6B   | BLX  | BLUESCAN          | 2006   |                             |       |
| West Atlantic Sweden      | —    | SWN  | AIR SWEDEN        | 1962   |                             |       |

| Nom de la compagnie            | AITA | OACI | Indicatif d'appel | Depuis | Commentaires                | Photo |
| ------------------------------ | ---- | ---- | ----------------- | ------ | --------------------------- | ----- |
| Chair Airlines                 | GM   | GSW  | Eiger             | 2019   | (ex-germania flug)          |       |
| EasyJet Switzerland            | DS   | EZS  | Topswiss          | 1999   | Filiale d'Easyjet           |       |
| Edelweiss Air                  | WK   | EDW  | Edelweiss         | 1995   | Filiale de Swiss            |       |
| Helvetic                       | 2L   | OAW  | Helvetic          | 2001   |                             |       |
| Jet Aviation Business Jet (de) | PP   | PJS  | JetAviation       | 1967   |                             |       |
| Swiss International Air Lines  | LX   | SWR  | Swiss             | 2002   | Compagnie nationale du pays |       |
| Zimex Aviation                 | C4   | IMX  | Zimex             | 1969   |                             |       |

## T
| Nom de la compagnie  | AITA | OACI | Indicatif d'appel  | Depuis | Commentaires                | Photo |
| -------------------- | ---- | ---- | ------------------ | ------ | --------------------------- | ----- |
| ACT Airlines         | 9T   | RUN  | Cargo Turk         | 2004   |                             |       |
| AnadoluJet           | TK   | THY  | AnadoluJet/TURKISH | 2008   | Filiale de Turkish Airlines |       |
| Corendon Air         | XC   | CAI  | Corendon           | 2005   |                             |       |
| FreeBird Airlines    | FH   | FHY  | Free Turk          | 2000   |                             |       |
| Izmir Airlines       | 4I   | IHY  | Izmir              | 2006   |                             |       |
| MNG Airlines         | MB   | MNB  | Black Sea          | 1997   |                             |       |
| MyCargo Airlines     | 9T   | RUN  | —                  | 2011   |                             |       |
| Onur Air             | 8Q   | OHY  | Onur Air           | 1992   |                             |       |
| Pegasus Airlines     | PC   | PGT  | Sunturk            | 1990   |                             |       |
| Sun Express          | XQ   | SXS  | Sunexpress         | 1990   |                             |       |
| Tailwind Airlines    | TI   | TWI  | Tailwind           | 2008   |                             |       |
| THY Turkish Airlines | TK   | THY  | Turkish            | 1933   | Compagnie nationale du pays |       |
| ULS Airlines Cargo   | GO   | KZU  | Universal Cargo    | 2004   |                             |       |

## U

Panorama de l'aéroport de Munich.

| Nom de la compagnie            | AITA | OACI | Indicatif d'appel     | Depuis | Commentaires                | Photo |
| ------------------------------ | ---- | ---- | --------------------- | ------ | --------------------------- | ----- |
| AeroJet Aircompany             | —    | —    | —                     |        |                             |       |
| Air Urga                       | 3N   | URG  | Air Urga              | 1993   |                             |       |
| Anda Air                       | DM   | SVV  | ANDA AIR              | 2011   |                             |       |
| Azur Air Ukraine               | QU   | UTN  | UT-Ukraine            | 2015   |                             |       |
| Bravo Airways                  | —    | BAY  | —                     | 2012   |                             |       |
| Bukovyna Aviation Enterprise   | 9B   | BKV  | BUKOVYNA              | 1999   |                             |       |
| Jonika                         | JO   | JNK  | Jonika                | 2018   |                             |       |
| SkyUp Airlines                 | PQ   | SQP  | SKYUP                 | 2017   |                             |       |
| Ukraine Governement            | —    | —    | —                     |        |                             |       |
| Ukraine International Airlines | PS   | AUI  | Ukraine International | 1992   | Compagnie nationale du pays |       |
| Ukrainian Wings                | —    | UWJ  | UKRAINIAN WINGS       | 2016   |                             |       |
| Windrose Aviation              | 7W   | WRC  | WIND ROSE             | 2007   |                             |       |
| YanAir                         | YE   | ANR  | YANAIR                | 2013   |                             |       |

- Haut – A
- B
- C
- D
- E
- F
- G
- H
- I
- J
- K
- L
- M
- N
- O
- P
- Q
- R
- S
- T
- U
- V
- W
- X
- Y
- Z